# Guy Babylon
Guy Babylon, plným jménem Guy Graham Babylon (20. prosince 1956, New Windsor, Maryland, USA – 2. září 2009, Los Angeles, Kalifornie, USA) byl známý hráč na klávesové nástroje a skladatel. Dlouhou dobu působil s Eltonem Johnem.

## Životopis
Narodil se 20. prosince roku 1956 v New Windsoru v Marylandu. Studoval na vysoké škole Scotta Francise Keye a pokračoval se vzděláváním na univerzitě na jižní Floridě, kde se naučil hudební teorii. Přestěhoval se do Kalifornie, kde vstoupil do skupiny Iron Butterfly. Po roce ze skupiny odešel a šel si svou vlastní cestou. Začal skládat hudbu pro rádia a televizní reklamy. Založil s Bobem Birchem skupinu Ashton, se kterou vydal desku Modern Pilgrim.
Kytarista Davey Johnstone jej v roce 1988 seznámil s Eltonem Johnem. Ten ho přijal jako hráče na klávesy, a už v červenci 1988 absolvoval s Elton John's Bandem první živé vystoupení na benefičním koncertu v Los Angeles. Následně s ním vyrazil na světové turné.
Od roku 1988 se zúčastnil přes 1150 koncertů s Eltonem a stal se tak, po Daveym Johnstonovi a Nigelu Olssonovi, nejdéle hrajícím hráčem Elton John's Bandu.
Na počátku 90. let se spojil s Daveym Johnstonem a založil skupinu Warpipes. Postupem času se k nim přidali Billy Trudel, Bob Birch a Nigel Olsson. V roce 1991 vydali první album Holes in the Heavens, které je velmi zpopularizovalo, ale jejich nahrávací společnost zbankrotovala a už nebyly k dispozici finance na jeho vydávání. Bylo znovuvydáno v roce 1995. Rovněž se zapojil do tvorby muzikálů Billy Elliot a Lestat. Také vytvořil soundtrack pro film The Muse.
Poté pokračoval v účinkování s Elton John's Bandem, to zahrnuje i 243 představení na Red Piano show. Na podzim roku 2006 bylo vydáno album The Captain and the Kid. Zemřel 2. září 2009 na infarkt.